# Herb Grodna

Obecny herb Grodna

Herb Grodna przedstawia jelenia św. Huberta z krzyżem złotym  między rogami.

## Historia
W czasach I Rzeczypospolitej herb Grodna miał układ sercowy (pięciopolowy): w pierwszym polu orzeł biały, w drugim Pogoń, w trzecim niedźwiedź wspięty, w czwartym Archanioł z mieczem do góry, na środku krzyż czerwony w polu srebrnym. Nad wielką tarczą znajdowała się korona królewska.
W II Rzeczypospolitej herb został zatwierdzony 24 maja 1938 roku. „W polu czerwonym jeleń z krzyżem między rogami skacze w prawo przez płot z żerdzi; przy płocie wyrastają z murawy trzy krzaki. Jeleń, krzyż i płot – złote, murawa i krzaki – zielone. Nad tarczą złota korona królewska”.

Herb Grodna z okresu II Rzeczypospolitej (przedwojenny)
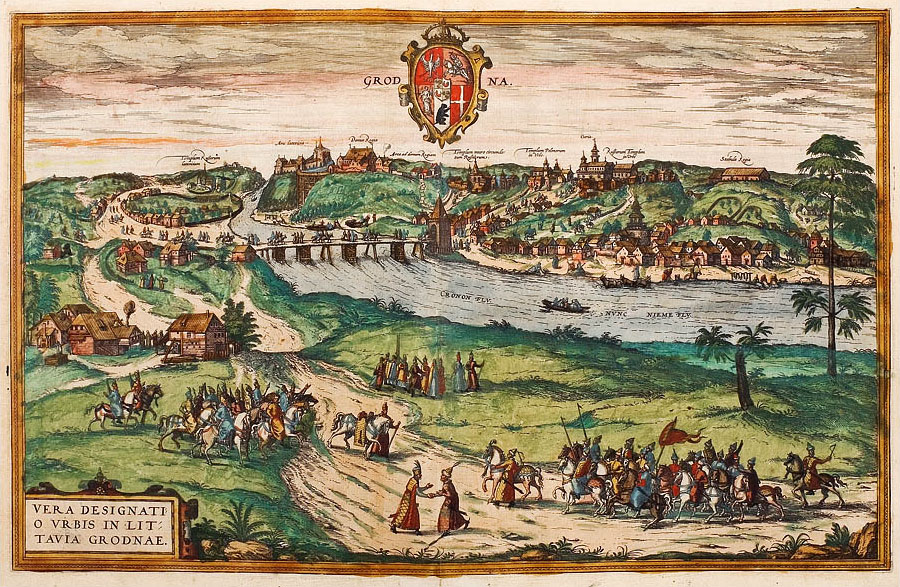
Herb Grodna z okresu I Rzeczypospolitej na panoramie Brauna i Hogenberga z 1575